# Tunnel à ski
Ne doit pas être confondu avec Piste de ski intérieure.

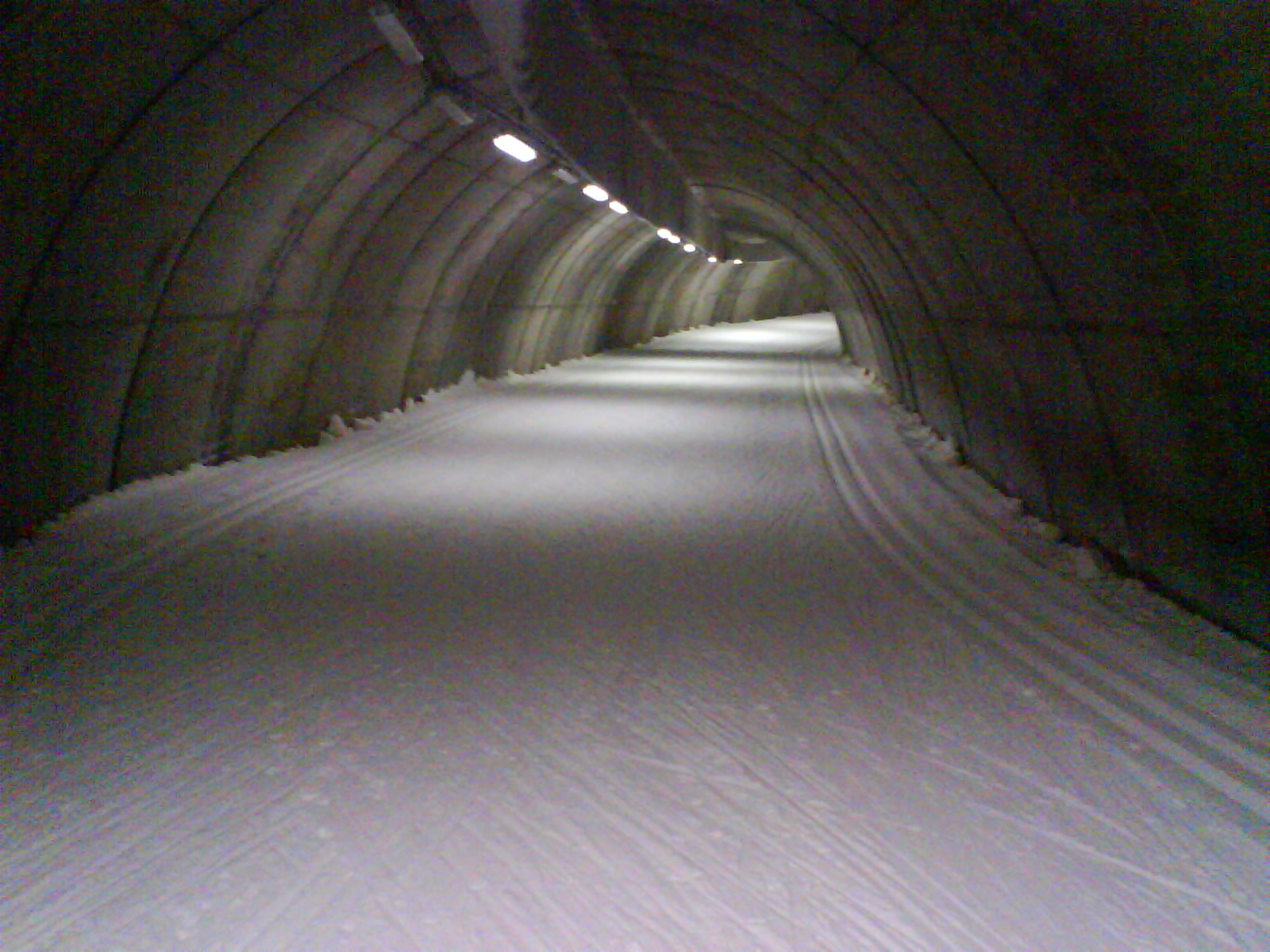
Le tunnel à ski de Fortum en Suède.

Un tunnel à ski est une piste de ski nordique aménagée dans un tunnel. La neige y est amenée de l'extérieur et l'inertie thermique des roches environnantes permet de la conserver pendant de longues périodes et ainsi d'allonger la durée de la saison de la pratique du ski nordique. Ce genre d'installation se rencontre notamment dans les pays scandinaves.
| Pays      | Ville        | Nom                   | Longueur | Année d'ouverture |
| --------- | ------------ | --------------------- | -------- | ----------------- |
| Allemagne | Oberhof      | Skisporthalle Oberhof | 1 754 m  | 2009              |
| Finlande  | Jämijärvi    | Jämi                  | 1 250 m  | 2002              |
| Finlande  | Helsinki     | Kivikko Ski Hall      | 1 100 m  | 2009              |
| Finlande  | Paimio       | Paippi                | 700 m    |                   |
| Finlande  | Uusikaupunki | Vahterus              | 1 000 m  | 2005              |
| Finlande  | Leppävirta   | Vesileppis Ski Arena  |          |                   |
| Finlande  | Vuokatti     | Vuokatti              | 1 200 m  | 1997              |
| Slovénie  | Planica      | Planica               | 800 m    | 2016              |
| Suède     | Gällö        | Midsweden365          | 1 400 m  | 2017              |
| Suède     | Göteborg     | Skidome               | 1 200 m  | 2015              |
| Suède     | Torsby       | Torsby                | 1 287 m  | 2006              |